# Nneka
Nneka Lucia Egbuna (Warri, 24 dicembre 1981) è una cantautrice nigeriana di hip hop/soul attiva in Germania.

## Vita e Carriera

### Infanzia
È nata a Warri, nello Stato del Delta (Nigeria), da padre nigeriano e madre tedesca. Nella lingua degli Igbo, popolazione che vive nella zona orientale della Nigeria, il suo nome significa "la Madre è suprema".
Nneka è la più giovane di quattro fratelli. La loro madre tedesca ha lasciato la famiglia quando Nneka aveva due anni. Suo padre si risposò e la sua nuova moglie non si fermava davanti a nulla per rendere la vita insopportabile ai figli della precedente moglie. Torturava e terrorizzava i bambini, specialmente i due più piccoli,  Nneka e suo fratello Anatol.
Fino all'età di 18 anni è vissuta a Warri, qui ha iniziato gli studi alla scuola elementare della Delta Steel Company che poi ha proseguito presso le scuole secondarie della Nigerian National Petrolum. Nneka ha assaporato l'esperienza del canto fin dai primi anni di scuola e presso la corale della chiesa.
Nel 1999 ha lasciato la Nigeria per Amburgo, la città natale di sua madre. All'inizio ha vissuto in un residence per richiedenti asilo vicino all'aeroporto. Più tardi, si è trasferita in un alloggio comunale per giovani.  Imparò il tedesco molto velocemente e dopo un anno e mezzo completò il suo diploma di scuola superiore in una scuola secondaria che aveva un percorso di diploma per i non madrelingua tedeschi. Successivamente, ha studiato antropologia e studi africani all'Università di Amburgo, mentre faceva musica "di nascosto". In seguito ha iniziato ad esibirsi nella scena dancehall underground per finanziare la sua laurea.
Riflettendo sul suo percorso da venditrice di akàrà, nei mercati di Warri, ai circuiti di musica alternativa in Europa, dice: "Voglio cambiare l'Africa, ecco perché apro la bocca e canto... C'è tanto da fare nell'educazione e con i giovani. E anche se divido il mio tempo tra la Nigeria e Amburgo, mi sento ancora impegnata al 100% ad aiutare i miei connazionali".

### Carriera
Dal 2003, Nneka lavora in stretta collaborazione con DJ Farhot, produttore e DJ di Amburgo. Anche se era ancora una giovane cantante, ha attirato l'attenzione del pubblico nel 2004, cantando nella prima parte del concerto dell'artista reggae Sean Paul all'Hamburg Stadtpark.
Dopo aver fatto uscire il suo primo EP Victim Of Truth con l'etichetta Yo Mama's Recording Company, comincia la sua prima tournée suonando insieme a Patrice Bart-Williams nell'aprile 2005, in Germania, Austria e Svizzera.
Finisce di registrare il suo primo album, intitolato Victim Of Truth, nell'autunno del 2005 che viene pubblicato non solo in Germania, ma anche in Inghilterra, Francia, Paesi Bassi, Nigeria e Giappone, raccogliendo critiche favorevoli da parte della stampa; il britannico Sunday Times scrive "l'album più criminalmente dimenticato dell'anno,..."
Dopo l'uscita dell'album, Nneka ha cominciato ad esibirsi in vari festival come The Summer Chiemme Reggae, in varie località olandesi, e il Saint-Brieuc (Festival Rock) come pure in luoghi di culto della musica come La Maroquinerie ed il New Morning a Parigi, il Tivoli a Utrecht, il Paradiso ad Amsterdam, Cargo e l'ULU a Londra. Ha inoltre aperto i concerti di Femi Kuti, Bilal, Ben Harper, Seeed e Gnarls Barkley.
Nel febbraio 2008, esce il suo secondo album No Longer At Ease. Il titolo dell'album è quello di un libro dello scrittore Chinua Achebe. Quasi tutti i testi sono incentrati sulla politica, la sorte delle genti del Delta del Niger e la corruzione del paese di Nneka.
Il 2 febbraio 2010 pubblica il suo primo album americano Concrete Jungle che, però, non è altro che un insieme di tracce contenute già nei due album precedenti.
Nel 2013 ha partecipato alla 20ª edizione del Rototom Sunsplash, che proprio in questa edizione ha raggiunto le 240.000 presenze diventando il festival reggae più grande del mondo.

## Discografia
Album
- 2005: Victim Of Truth

1. "Intro"
2. "Stand Strong"
3. "The Uncomfortable Truth"
4. "Beautiful"
5. "Africans"
6. "Quit"
7. "Changes"
8. "Material Things"
9. "Burning Bush (Everybody)"
10. "Confession"
11. "Showin' Love"
12. "Warrior"
13. "In Charge"
14. "Make Me Strong (interlude)"
15. "God Of Mercy"
16. "Your Request"
17. "The Uncomfortable Truth (live)"

- 2008: No Longer At Ease

1. "Death"
2. "Heartbeat"
3. "Mind vs Heart"
4. "Suffri"
5. "Come With Me"
6. "Gypsy"
7. "Halfcast"
8. "Something To Say"
9. "Streets Lake Love"
10. "Niger Delta"
11. "From Africa 4 U"
12. "Running Away"
13. "Focus"
14. "Kangpe"
15. "Deadly Combination"
16. "Walking"

- 2010 - Concrete Jungle

1. "Showin' Love"
2. "The Uncomfortable Truth"
3. "Mind Vs. Heart"
4. "Heartbeat"
5. "Come With Me"
6. "Kangpe" (con Wesley Williams)
7. "Africans"
8. "Suffri"
9. "From Africa 2 U"
10. "Walking"
11. "Focus"
12. "God Of Mercy"

- 2011 - Soul Is Heavy

1. "Lucifer (No Doubt)"
2. "Sleep ft. Ms Dynamite - Nneka Feat. Ms. Dynamite"
3. "My Home"
4. "Shining Star"
5. "Restless"
6. "Don't Even Think"
7. "J"
8. "Stay"
9. "Soul Is Heavy"
10. "Do You Love Me Now"
11. "Valley"
12. "V.I.P."
13. "Camouflage"
14. "God Knows Why ft. Black Thought"
15. "Still I Rise"

- 2015 - My Fairy Tales

1. "Believe System"
2. "Babylon"
3. "My Love, My Love"
4. "My Love, My Love (Reprise)"
5. "Local Champion"
6. "Surprise"
7. "Pray for You"
8. "Book of Job"
9. "In Me"